# Baño de Agha Mikayil

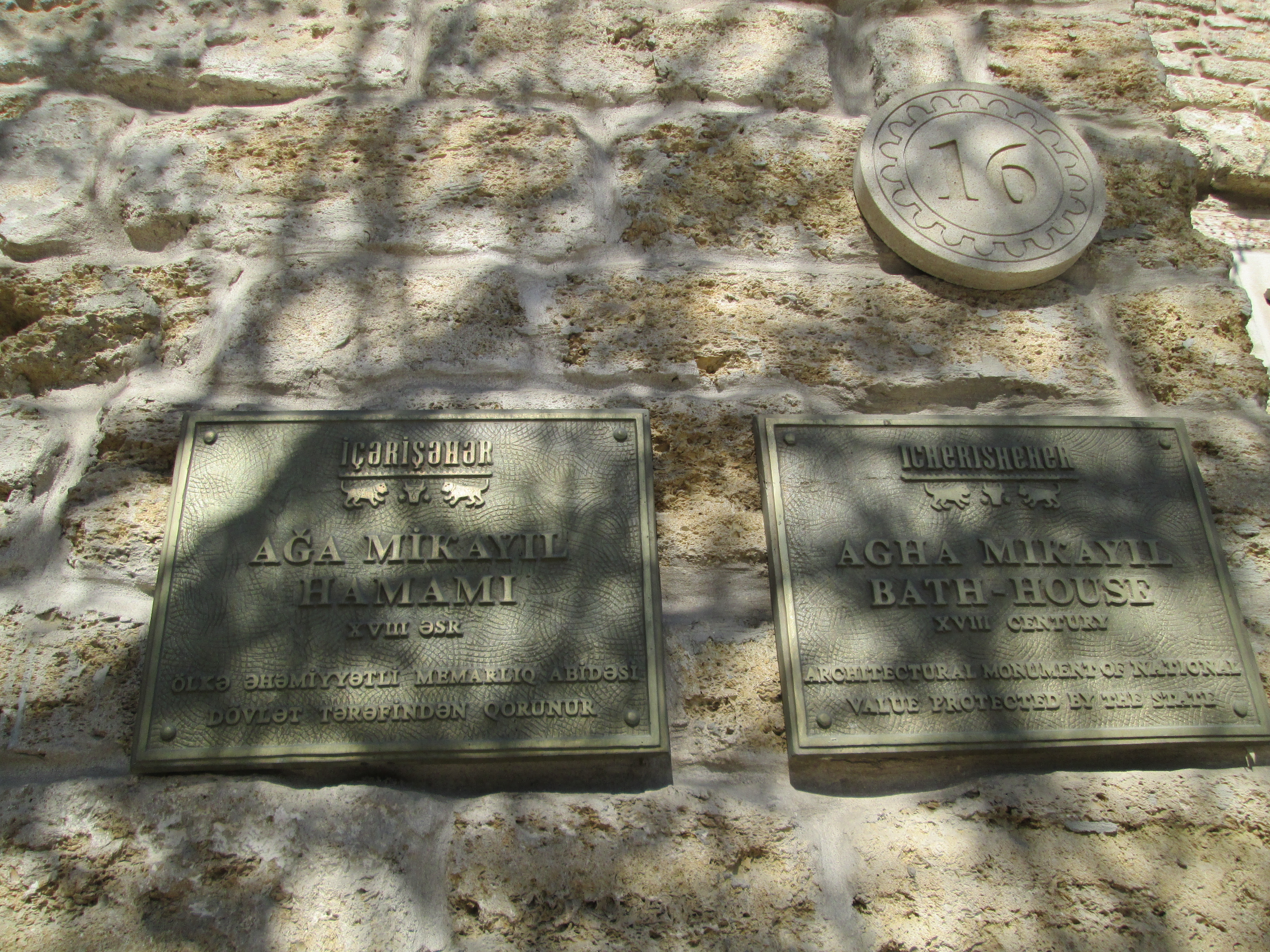
La entrada del Baño de Agha Mikayil

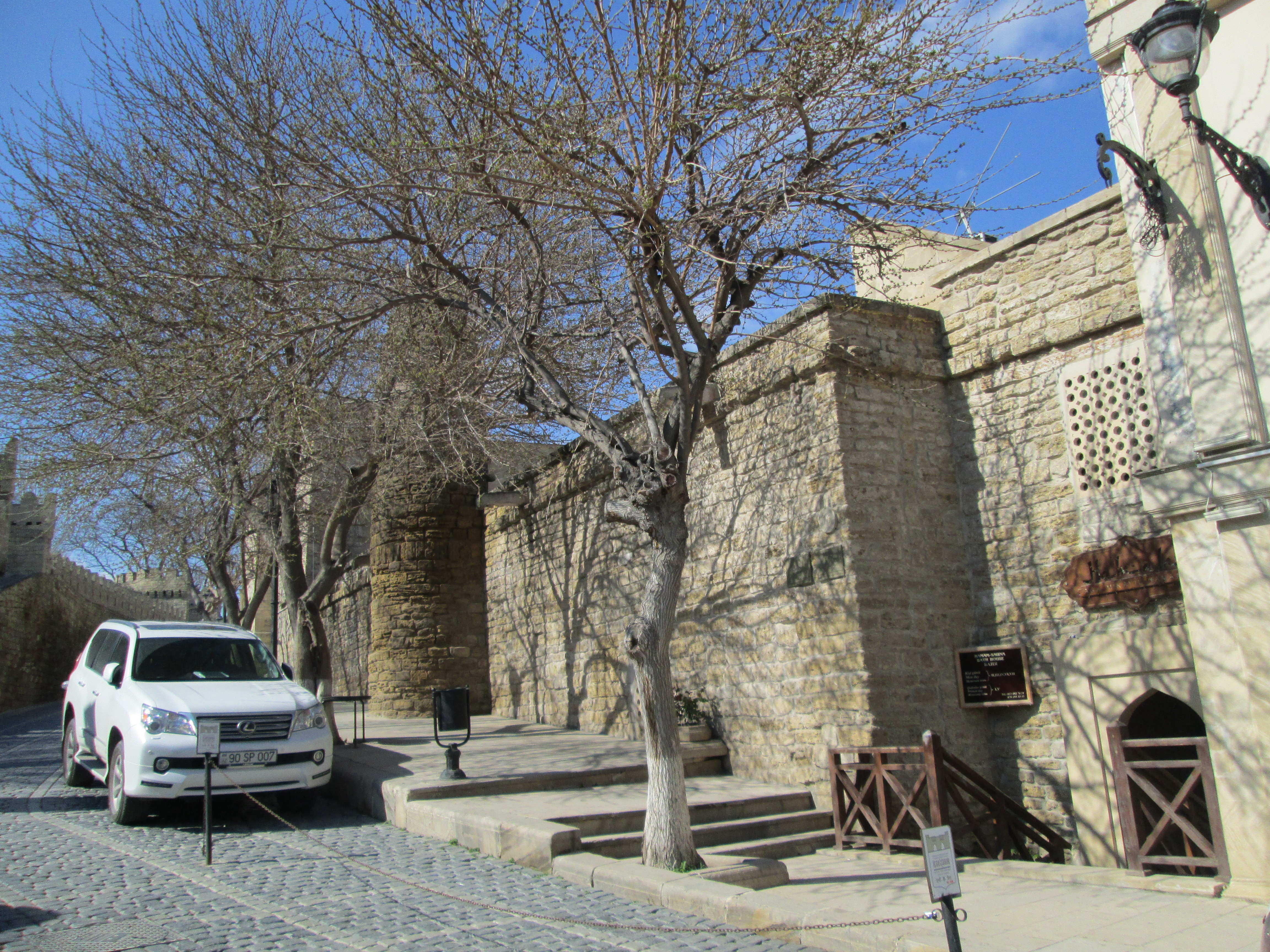
Baño de Agha Mikayil

El Baño de Agha Mikayil fue levantado en el siglo XVIII en la parte del suroeste de la fortaleza. Este baño se sitúa en una de las calles principales de Ciudad Vieja (Icheri Sheher) - Kichik Gala donde los habitantes locales frecuentemente llaman este lugar el barrio de aficionados de baño. 
El baño se construyó por Haji Agha Mikayil de Şamaxı y lleva su nombre.
La diferencia de otros baños es su gran espacio interior. La forma del vestuario y de los baños es cuadrado. La composición arquitectónica de la estructura consiste en las cúpulas y los arcos.
El baño tiene una chimenea por encima del edificio. En el año de 2010 se restauró y siguió funcionando como el baño.

## Galería de foto

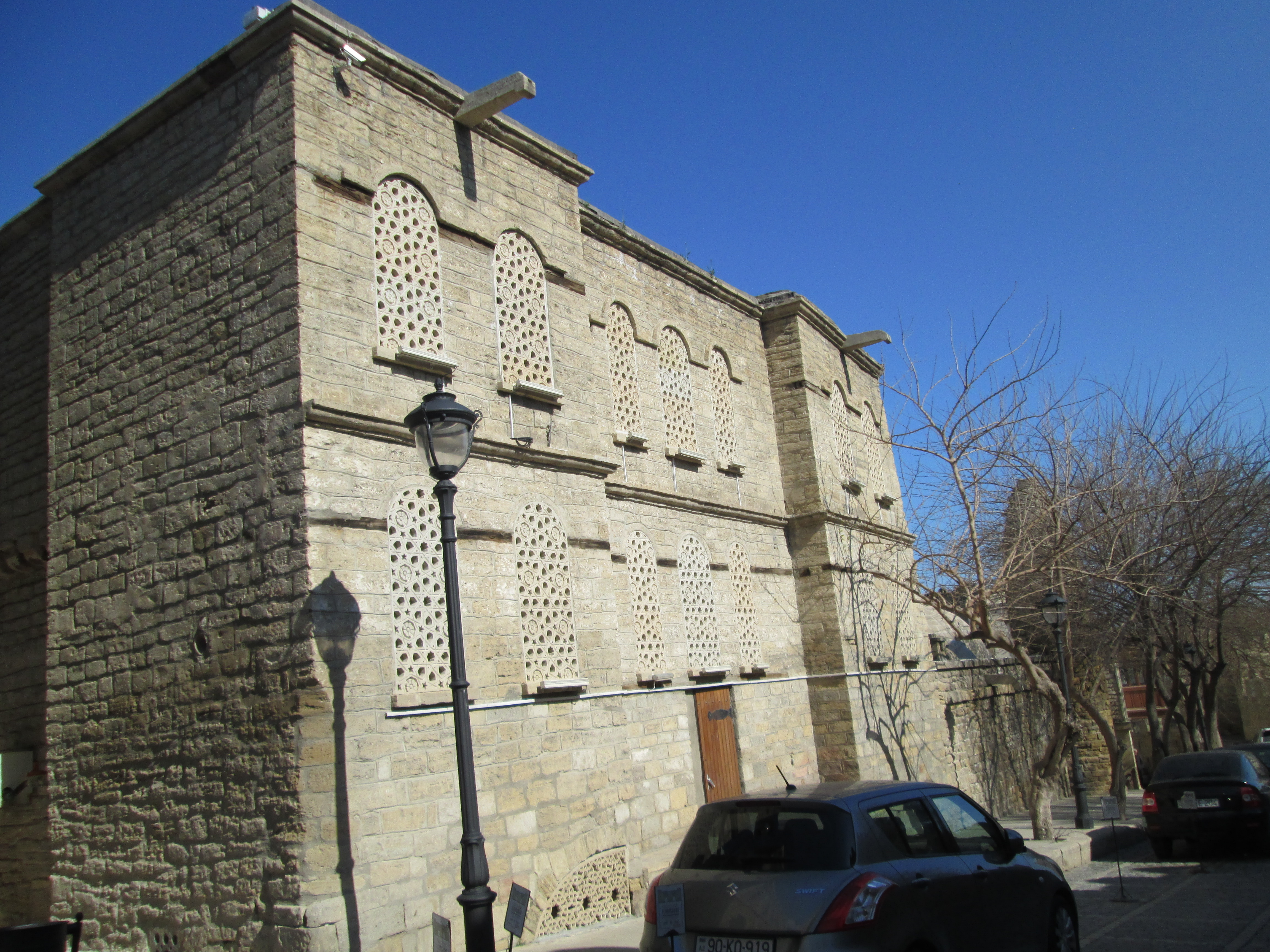
El edificio del baño
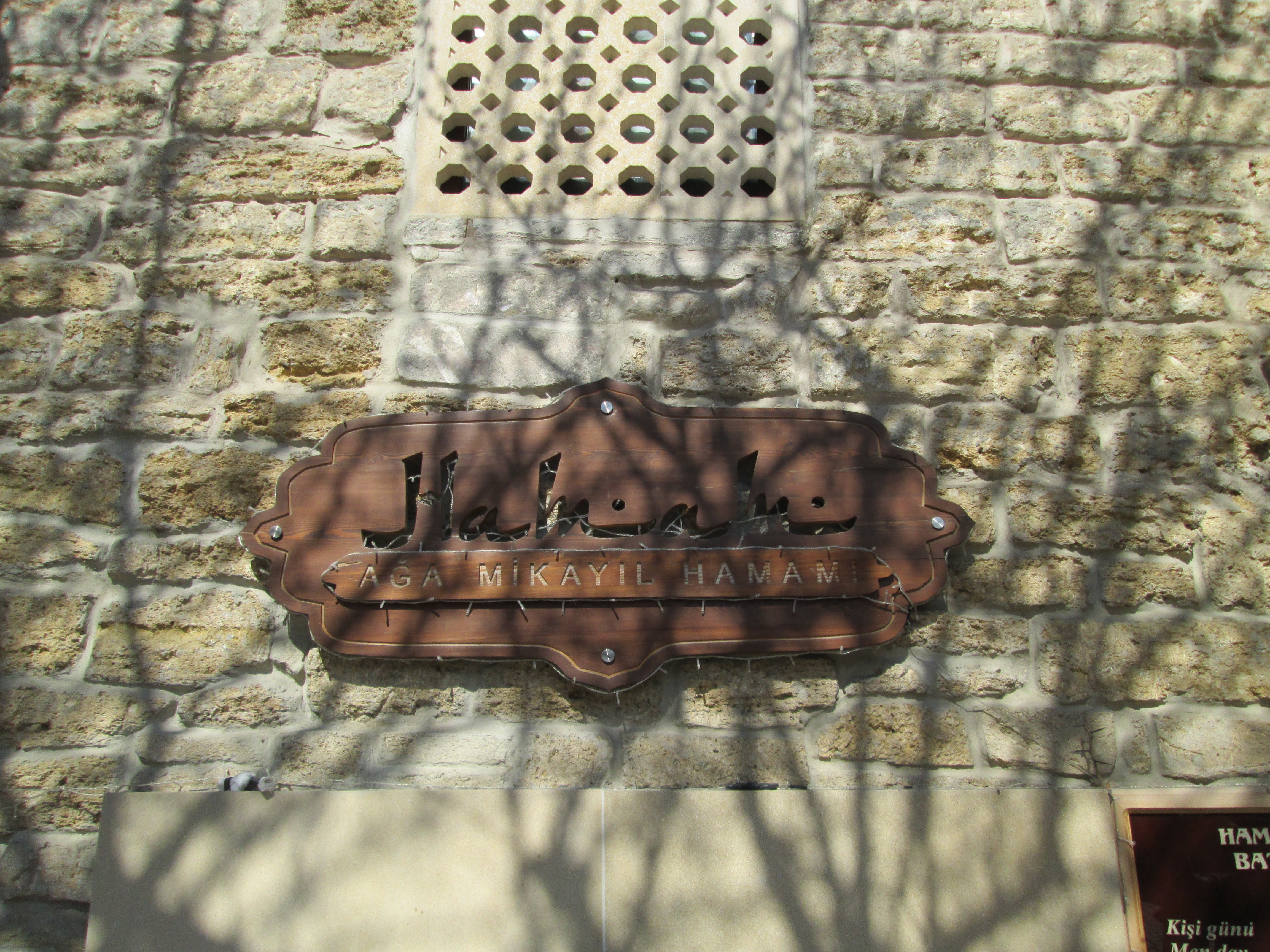
El escritorio para la información
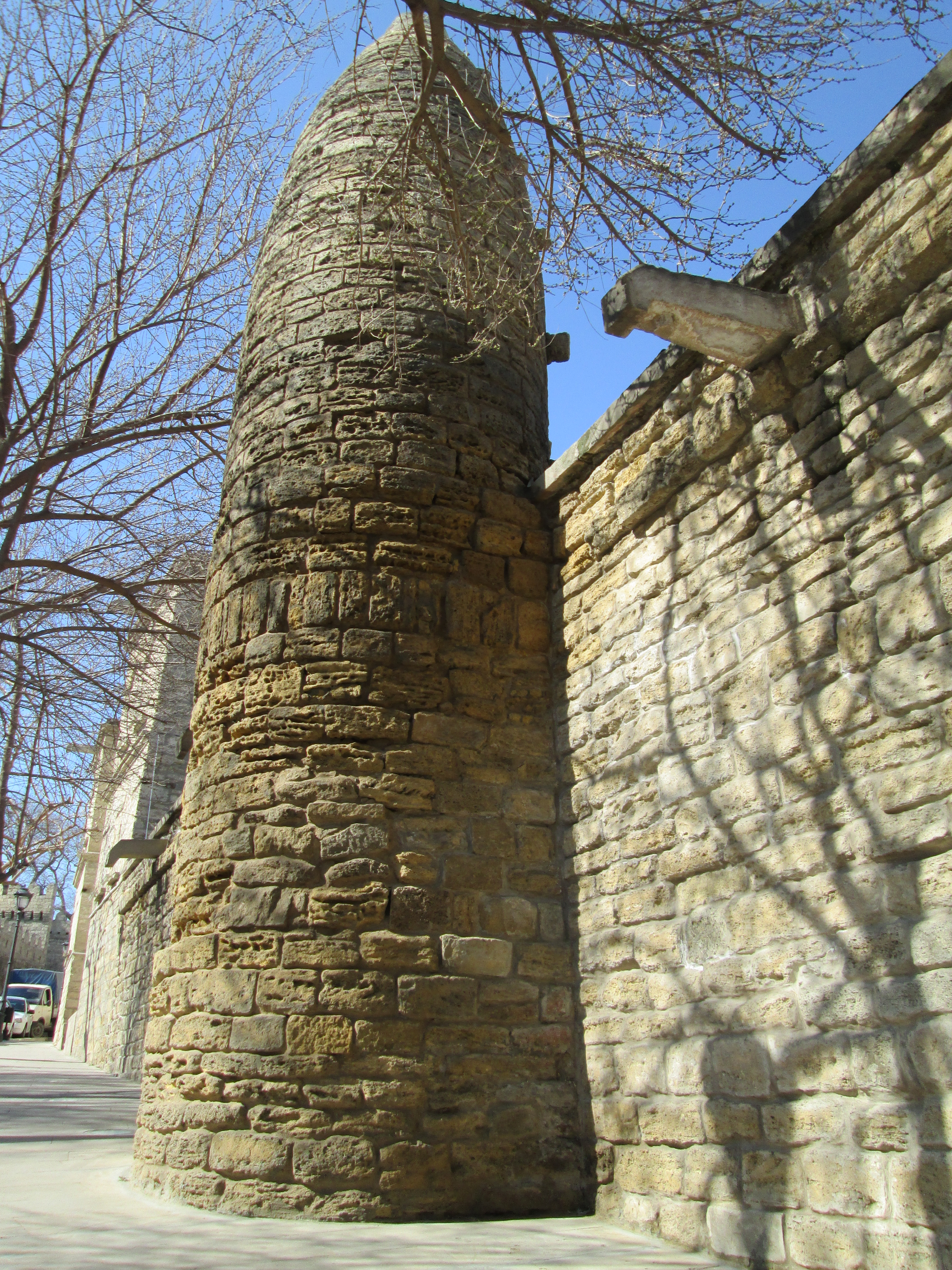
La chimenea del baño